# 尼泊尔猪毛菜
尼泊尔猪毛菜（学名：Salsola nepalensis）为苋科猪毛菜属的植物。分布于尼泊尔以及中国大陆的西藏等地，多生长于山谷、干山坡、砂质以及砂砾质土壤。
其种加词“nepalensis”意为“尼泊尔的”。